# گیش میگویی
گیش میگویی (Alepes djedaba) نوعی ماهی است.
بدن دوکی شکل فشرده و باله پشتی اول کاملاً واضح و مشخص می‌باشد. نیمرخ پشتی و شکمی تقریباً به‌طور یکسانی محدب شده‌است هر دو آرواره دارای یک ردیف و منفرد از دندان های کوچک شانه‌ای شکل می‌باشد و اولین کمان آبششی در قسمت پایینی دارای ۲۷ تا ۳۳ عدد خار آبششی و اولین باله پشتی دارای ۸ عدد شعاع سخت، دومین باله دری یک شعاع سخت و۲۲ تا ۲۵ عدد شعاع نرم و باله مخرجی دارای ۲ عدد شعاع سخت آزاد، یک شعاع سخت و ۱۹ تا ۲۰ شعاع نرم می‌باشد. رنگ آن نقره‌ای با پشت متمایل به آبی، باله دمی به رنگ زرد تند، سایر باله‌ها شفاف، فقط قسمت خلفی دومین باله پشتی یک رنگ زرد خفیف دارد. دارای خال سیاه بر روی سرپوش آبششی است. بیشتر در آب‌های ساحلی، اطراف مرجان‌ها و مناطقی که دارای کدورت است دیده می‌شود. اغلب به شکل گروه‌های بزرگ حرکت می‌کنند و تغذیه آن‌ها از بی مهرگان نظیر سرپایان، سخت پوستان صورت می‌پذیرد و گونه‌های بزرگتر از ماهیان کوچک تر نیز تغذیه می‌کنند.
بیشینه درازای بدن29 سانتی متر می‌باشد. 
نام محلی: برک